# 馬佳希 (利維夫州)
50°12′25″N 24°21′50″E / 50.20694°N 24.36389°E
馬佳希（羅馬化：Matiashi）是烏克蘭的村庄，位於該國西部利沃夫州，由舍普季茨基區多布羅特維爾市鎮負責管轄，始建於1300年，面積0.34平方公里，2001年人口69，人口密度每平方公里204.14人。